# Ocyptamus bonariensis
Ocyptamus bonariensis är en tvåvingeart som först beskrevs av Brethes 1905.  Ocyptamus bonariensis ingår i släktet Ocyptamus och familjen blomflugor. Inga underarter finns listade i Catalogue of Life.